# Leucoptera coma
Leucoptera coma là một loài bướm đêm thuộc họ Lyonetiidae. Loài này có ở Zaire và Uganda. Nó được xem là loài gây hại cây cà phê.
Ấu trùng ăn các loài Coffea arabica và other Coffea. Chúng ăn lá nơi chúng làm tổ.